# 硫红弧菌属
硫红弧菌属（Thiorhodovibrio），是光合细菌下的着色杆菌科的一种革兰氏阴性菌。单个细胞弧形至螺旋形。生长于海洋及湖泊沉积物表层，含硫化氢的微生物集生体。
该属的模式种为维氏硫红弧菌（Thiorhodovibrio winogradskyi）。

## 下属物种
本属包括以下物种：
- 弗里西亚硫红弧菌 Thiorhodovibrio frisius Methner et al. 2024[1]，菌株分离自德国北部的弗里西亚（Frisia）
- 滨岸硫红弧菌 Thiorhodovibrio litoralis Methner et al. 2024
- 维氏硫红弧菌 Thiorhodovibrio winogradskyi Overmann et al. 1993